# Stranica
Straníca je daljica, ki omejuje geometrijski lik.
Točka, v kateri se stikata dve stranici, se imenuje oglišče geometrijskega lika.
Če so vse robne črte, ki omejujejo dani lik, daljice (tj. ravne črte), potem se tak lik imenuje mnogokotnik.
Stranica povezuje dve zaporedni oglišči mnogokotnika. Daljica, ki povezuje dve nezaporedni oglišči mnogokotnika, se imenuje diagonala.
Daljica, ki povezuje dve sosednji oglišči geometrijskega telesa in pomeni stik dveh mejnih ploskev (stranskih ploskev) tega telesa, se v slovenščini ne imenuje stranica, pač pa rob telesa. Posebnost pri tem je stožec: daljica od vrha do oboda osnovne ploskve se po navadi imenuje stranica stožca in ne rob, saj ta daljica ne leži na stiku dveh mejnih ploskev. (Pozor: v večini drugih jezikov uporabljajo za stranico in za rob isto besedo, npr. angleško: edge, nemško: Kante, češko: stěna, poljsko: ściana, ...).